# Aeolidiidae
Die Aeolidiidae sind eine Familie der Fadenschnecken in der Unterordnung der Nacktkiemer. Es handelt sich um meist kleine bis mittelgroße, ausschließlich marine gehäuselose Schneckenarten, die vor allem Seeanemonen fressen.

## Merkmale
Die Aeolidiidae haben zwei bewegliche Mundfühler, die länger als die oberhalb am Kopf sitzenden, glatten Rhinophoren sind. Der Rücken ist mit Querreihen von Cerata überzogen, in die wie bei anderen Fadenschnecken Ausläufer der Mitteldarmdrüse führen, wobei die Abschnitte derselben den Reihen der Cerata entsprechen. Die Ausläufer enden in s.g. Nesselsäcken, auch Cnidosäcke genannt, in denen die Nesselkapseln der gefressenen Nesseltiere gespeichert werden und der Verteidigung der Schnecken gegen Fressfeinde dienen.
Die einreihige Radula hat breite, kammartige Zähne, bei manchen Arten mit einer mittleren Kerbe. Die Kiefer haben eine glatte Schneide. Der After mündet hinter den vordersten Reihen der Cerata an der rechten Körperseite, in welche die Ausläufer des vorderen linken Lappens der Mitteldarmdrüse führen.
Wie andere Fadenschnecken sind die Aeolidiidae Zwitter. Sie haben einen unbewehrten Penis und zwei Receptacula seminis. Die Schnecken begatten sich gegenseitig und legen ihre Eier in langen Eischnüren ab, in deren durchsichtiger Hülle man die zahlreichen Eier sieht. Aus diesen schlüpfen zahlreiche Veliger-Larven, die sich von Plankton ernähren und nach einer längeren pelagischen Phase zu kleinen Fadenschnecken metamorphosieren.
Die Aeolidiidae fressen Nesseltiere, vor allem Seeanemonen.
Die Aeolidiidae werden meist nicht länger als wenige Zentimeter. Zu den größten Arten gehört die unter anderem auch in der Nordsee vorkommende, bis über 10 cm große Breitwarzige Fadenschnecke (Aeolidia papillosa).

## Systematik
Nach Bouchet und Rocroi (2005) ist die Familie Aeolidiidae eine von vier Familien in der Überfamilie Aeolidioidea. Zur Familie gehören zwölf Gattungen:
- Aeolidia Cuvier, 1797 – Typusgattung
- Aeolidiella Bergh, 1867
- Aeolidiopsis Pruvot-Fol, 1956
- Anteaeolidiella M.C. Miller, 2001
  - Anteaeolidiella foulisi (Angas, 1864)
- Baeolidia Bergh, 1888
  - Baeolidia japonica
  - Baeolidia major
  - Baeolidia palythoae Gosliner, 1985
- Berghia Trinchese, 1877[2]
  - Berghia stephanieae
- Burnaia M. C. Miller, 2001
  - Burnaia helicochorda
- Cerberilla Bergh, 1873
- Limenandra Haefelfinger & Stamm, 1958
  - Limenandra fusiformis
  - Limenandra nodosa
- Millereolidia Ortea, Caballer & Espinosa, 2004 (Ersatzname für Homonym Milleria Ortea, Caballer & Espinosa, 2003)
- Protaeolidiella
  - Protaeolidiella atra
  - Protaeolidiella juliae (Burn, 1966)
- Spurilla Bergh, 1868

Die Gattungsnamen Aeolis Menke, 1844, Eolidia Cuvier, 1816 und Eolis Cuvier, 1805, die man in älterer Literatur häufiger finden kann, sind Synonyme des älteren Gattungsnamens Aeolidia Cuvier, 1797.